# أبهيشك داس
أبهيشك داس (5 مارس 1991 بكلكتا في الهند - ) هو لاعب كرة قدم هندي في مركز الظهير. شارك مع منتخب الهند تحت 17 سنة لكرة القدم ومنتخب الهند تحت 20 سنة لكرة القدم ومنتخب الهند تحت 23 سنة لكرة القدم. أما مع النوادي، فقد لعب مع نادي إيست بنغال ونادي تشينايين ونادي موهون باغان وUnited Sikkim FC ‏ وIndian Arrows ‏.

## روابط خارجية
- أبهيشك داس على موقع قاعدة بيانات كرة القدم.إي يو (الإنجليزية)
- أبهيشك داس على موقع Soccerway.com (الإنجليزية)